# Coma-l'empriu
Coma-l'Empriu és una coma del terme municipal de la Torre de Cabdella, del Pallars Jussà, dins del seu terme primigeni.
Està situada a ponent del Fitero i a llevant del Pic de Filià. Forma una vall, per on davalla el barranc de Coma-l'Empriu, que aflueix en el barranc de Coma de Fuses, el qual aiguavessa en el riu de Filià. És al nord-est de la Coma de Fuses; les dues comes són paral·leles, i convergents en el tram final.